# Districte de Chemba
El districte de Chemba és un districte de Moçambic, situat a la província de Sofala. Té una superfície de 4.388 kilòmetres quadrats. En 2007 comptava amb una població de 65.103 habitants. Limita al nord-oest i oest amb el districte de Tambara, al sud-oest amb el districte de Macossa (província de Manica), al sud amb el districte de Maringué, al sud-est amb el districte de Caia i a l'est i nord-est amb el districte de Mutarara (província de Tete).

## Divisió administrativa
El districte està dividit en tres postos administrativos (Chemba, Chiramba e Mulima), compostos per les següents localitats:
- Posto Administrativo de Chemba:
  - Chemba
  - 3 de Fevereiro
- Posto Administrativo de Chiramba:
  - Chiramba
- Posto Administrativo de Mulima:
  - Goe
  - Mulima